# Óstrivsk
Óstrivsk (ucraniano: О́стрівськ) es un pueblo de Ucrania, constituido administrativamente como una pedanía del asentamiento de tipo urbano de Zarichne, en el raión de Varash de la óblast de Rivne.
En 2001, el pueblo tenía una población de 490 habitantes.
Se ubica unos 5 km al noreste de Kujitska Volia.

## Historia
Antes de la fundación del actual municipio de Zarichne en 2020, el pueblo era una pedanía del consejo rural de Kujitska Volia, en el raión de Zarichne.